# Heft (Papier)

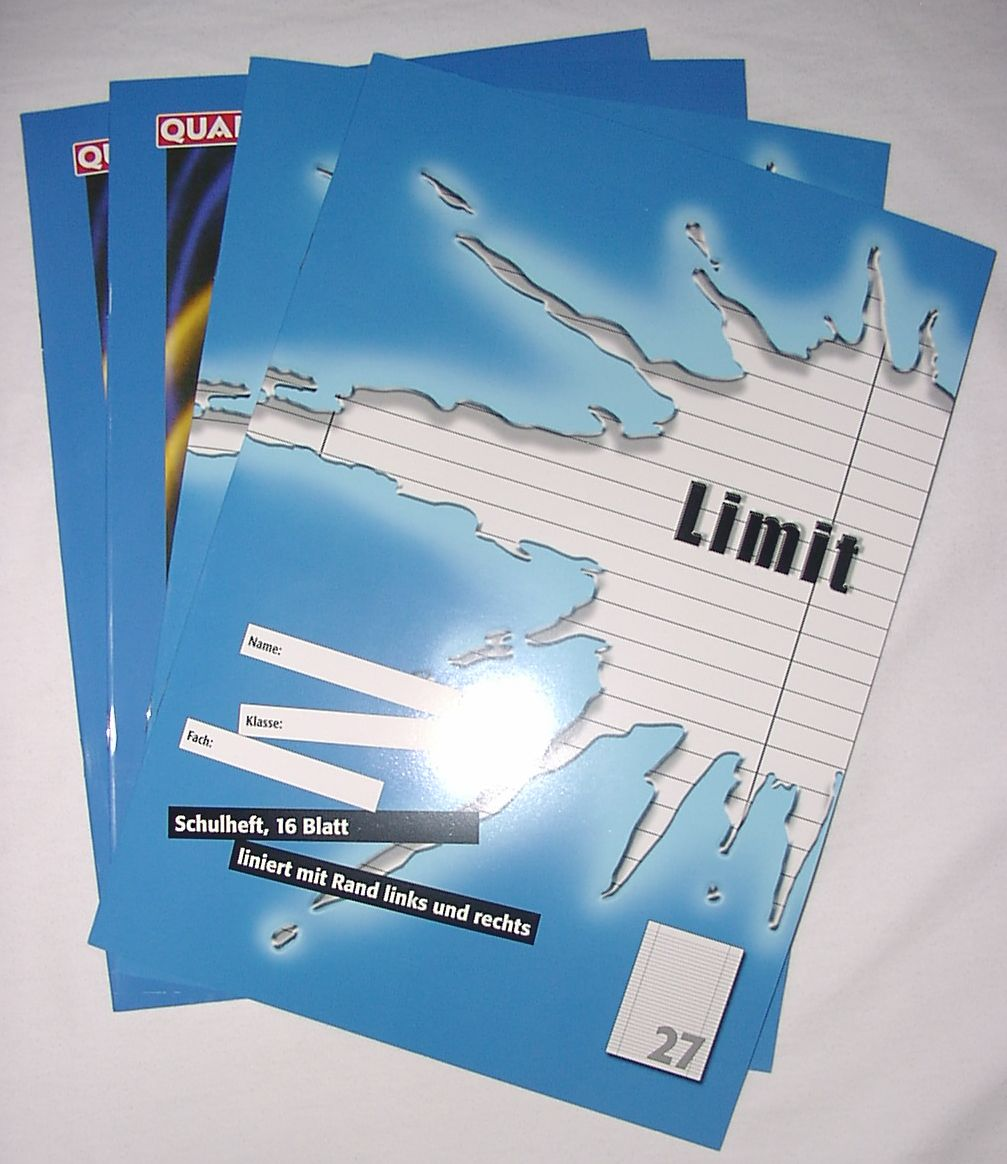
Moderne Schulhefte

Ein Heft (im 16. Jahrhundert zu „heften“ gebildet) oder Faszikel besteht aus zusammengehefteten Papierbögen und meist einem mit ihnen verbundenen Umschlag.

## Geschichte und Typen
Ursprünglich waren mit Heften nur unbedruckte Schreib- und Zeichenhefte gemeint, der Begriff erweiterte sich zu bedruckten Publikationen geringeren Umfangs wie Broschüren oder Zeitschriften und zu heftförmigen Lieferungen, die nach vollständigem Erscheinen zusammengenommen im Auftrag des Kunden vom Buchbinder zu einem Buch gebunden werden konnten. Davon abgeleitet werden heute die nach dem Falzen und Beschneiden eines Druckbogens ineinanderliegenden Seiten von Büchern und Zeitungen als Heft bezeichnet.
Hefte im ursprünglichen Sinn sind heute vor allem noch als Schulhefte, Skizzenhefte, College-Blöcke u. Ä. verbreitet.
Schreibhefte sind Hefte, bei denen die Seiten fest verbunden sind, üblicherweise mit Heftklammern. Sie sind in den meisten Ländern üblicherweise horizontal hell liniert, um das Halten der Zeilen zu erleichtern; sogenannte Schönschreibhefte für den Grundschulunterricht haben pro Zeile Lineaturen von vier Linien, welche die Mittellängen, Ober- und Unterlängen der Buchstaben begrenzen. Schreibhefte für Schüler in China sind entsprechend in Rechtecke unterteilt. Rechenhefte sind – den chinesischen Schreibheften vergleichbar – mit Hilfslinien in Quadrate unterteilt, um das Rechnen zu erleichtern. Spezielle Notenhefte zur Niederschrift von Musiknoten bestehen aus leeren Notensystemen, teilweise mit Hilfslinien versehen.
Skizzenhefte oder Zeichenhefte ähneln Schreibheften, haben jedoch leere Seiten und nutzen meist hochwertiges, schwereres Papier, teilweise haben sie auch eine Fadenheftung für bessere Haltbarkeit. Wie der Name sagt, sind sie vor allem für Zeichnungen und Skizzen gedacht.
Ein College-Block (oder Collegeblock; auch Ringheft oder Spiralheft genannt) ist im Gegensatz zu einem Schreibheft nicht geheftet, sondern hat eine seitliche Ringbindung, außerdem sind die einzelnen Seiten meist zum Abreißen perforiert und gelocht. Dadurch kann ein College-Block erst wie ein Schreibheft benutzt werden, später können die Seiten dann bei Bedarf herausgetrennt und abgeheftet (oder weggeworfen) werden. Durch die Ringbindung lassen sich entfernte Seiten, anders als bei einer Heftung, leicht rückstandslos entfernen. College-Blöcke gibt es wie Schreibhefte mit verschiedenen Lineaturen, je nach Einsatzzweck.
Daneben gibt es eine Vielzahl von Heften für spezielle Aufgaben außerhalb der Schule wie z. B. für die Buchführung, die jedoch durch den Gebrauch von Computern stark an Bedeutung verloren haben.
Das Oktavformat der Hefte war bis zur Vereinheitlichung der Papierformate der gefalteten Bögen ein übliches Herstellungsformat. Heute gilt als Oktavheft ein DIN-A6-Heft.

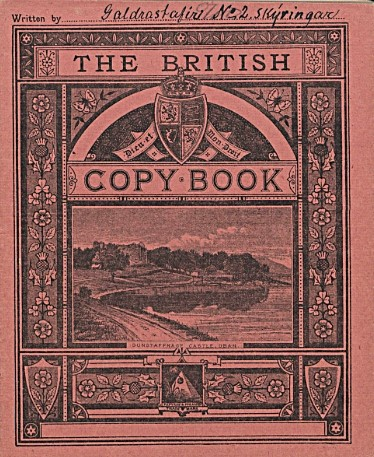
Umschlag eines Schreibheftes von Jónas Jónasson, etwa 1915
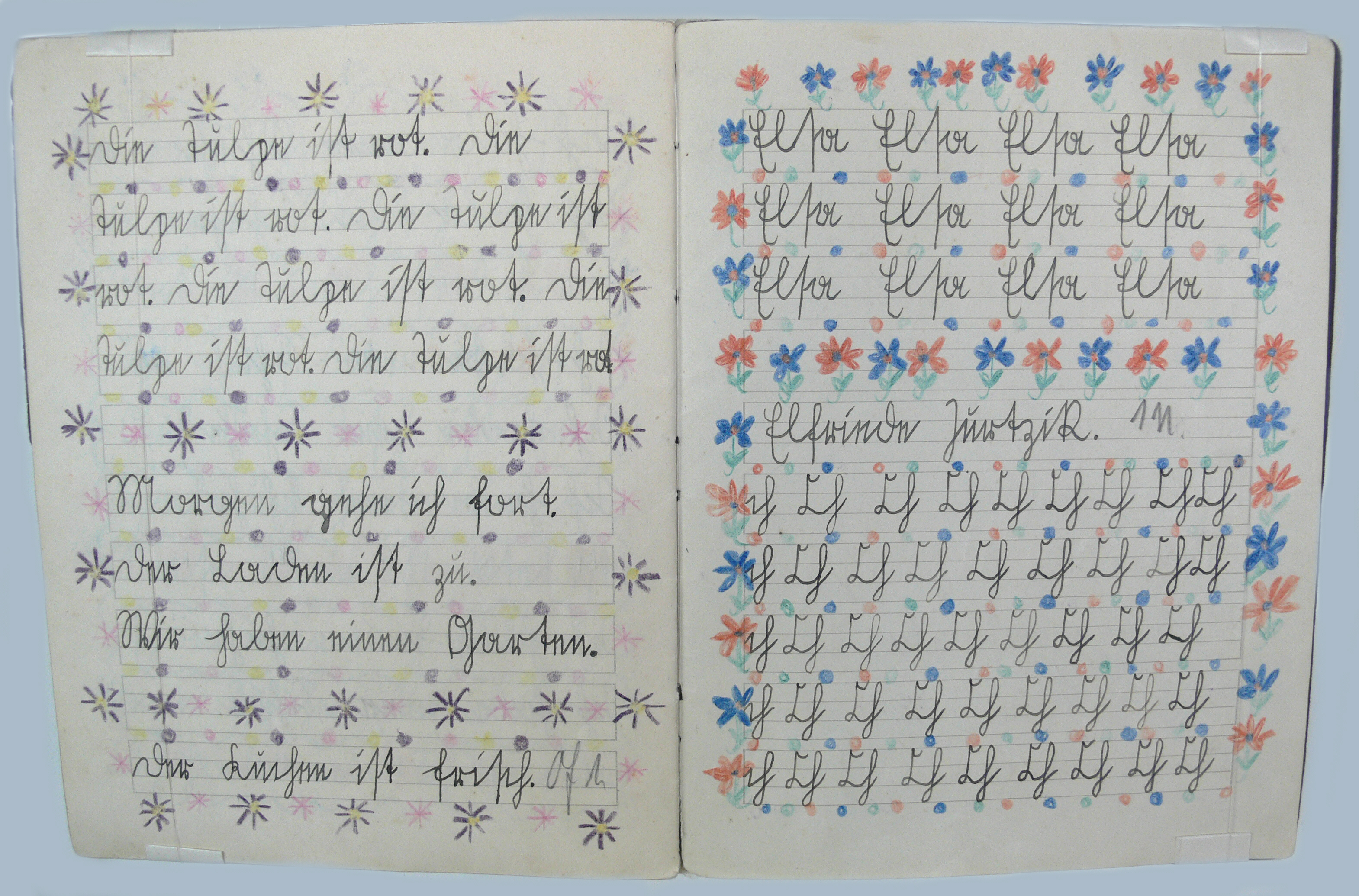
Übungen in Sütterlinschrift in einem Schulheft von 1929
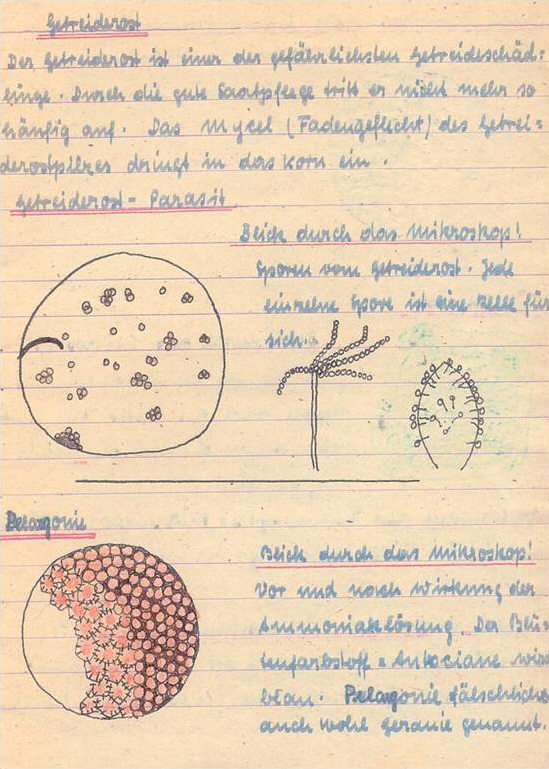
Seite aus einem Biologie-Aufgabenheft von 1944